# Microgyniidae
Microgyniidae är en familj av spindeldjur. Microgyniidae ingår i ordningen kvalster, klassen spindeldjur, fylumet leddjur och riket djur.